# Kabaye
Kabaye (Cabaie), pleme američkih Indijanaca koje je poznato tek po zapisima iz La Salleove ekspedicije. U to vrijeme oni sum živjeli sjeverno ili sjeveroistočno od zaljeva Matagorda, možda blizu rijeke Brazos u Teksasu. Prema profesoru Thomas Nolan Campbellu (preminuo 2003. u 95. godini), ne bi se smjeli brkati s plemenom Kiabaha, pošto se u dokumentima striktno navode kao posebne grupe, a njihovo ime je možda francuski oblik od španjolskog oblika Cava (Caba). Prema njegovom prethodniku Frederick Webb Hodgeu Kabaye su možda bili jedno od plemena Karankawan. 

## Vanjske poveznice
- Kabaye Indians